# Mapa de Hénon

Atrator do mapa de Hénon para e

O mapa de Hénon, proposto originalmente em 1976 por Michel Hénon, é um sistema dinâmica de tempo discreto. É definido pela equação de recorrência
{\displaystyle \mathbf {x} _{n+1}=\mathbf {f} \left(\mathbf {x} _{n}\right)=\left({\begin{array}{c}x_{n+1}\\y_{n+1}\end{array}}\right)=\left({\begin{array}{c}y_{n}+1-ax_{n}^{2}\\bx_{n}\end{array}}\right)}
em que {\displaystyle a} e {\displaystyle b} são parâmetros fixos. Para alguns valores de  {\displaystyle a} e {\displaystyle b} verifica-se que esse sistema gera sinais caóticos. Por exemplo, para {\displaystyle a=1.4} e {\displaystyle b=0.3} que foram utilizados no trabalho original de Hénon.
Os expoentes de Lyapunov das órbitas que são atraídas para o atrator podem ser obtidos numericamente resultando {\displaystyle h^{(1)}=0.42} e {\displaystyle h^{(2)}=-1.62}. O expoente positivo  e o aspecto aperiódico dos sinais obtidos levam a concluir que ela é caótica.

## Mapa de Hénon 3-D

Mapa de Hénon clássico (15 iterações)

Uma generalização para três dimensões do mapa de Hénon foi proposta por Hitz e Zele. Ela é dada por

{\displaystyle \mathbf {s} (n+1)={\begin{bmatrix}s_{1}(n+1)\\s_{2}(n+1)\\s_{3}(n+1)\end{bmatrix}}={\begin{bmatrix}-\alpha s_{1}^{2}(n)+s_{3}(n)+1\\-\beta s_{1}(n)\\\beta s_{1}(n)+s_{2}(n)\end{bmatrix}}}.

Para {\displaystyle \alpha =1.07} e {\displaystyle \beta =0.3} verifica-se que quase todas as condições iniciais dentro da esfera unitária geram sinais caóticos cujo maior expoente de Lyapunov é {\displaystyle 0.23}.

## Outras generalizações
Diversas outras generalizações têm sido propostas na literatura. Pode-se gerar, por exemplo, sinais caóticos limitados em banda utilizando-se filtros digitais na realimentação do sistema,.